# Perdite e danni

Il termine perdite e danni (loss and damage, in inglese) viene usato per esprimere il concetto delle perdite e dei danni causati dal cambiamento climatico antropogenico (generato dagli esseri umani), nel contesto della Convenzione quadro delle Nazioni Unite sui cambiamenti climatici (UNFCCC).
Stabilire la responsabilità e il risarcimento per perdite e danni è un obiettivo annoso per i paesi vulnerabili e in via di sviluppo nei negoziati dell'Alleanza dei piccoli Stati insulari (AOSIS) e del Gruppo dei paesi meno sviluppati. Eppure, i paesi sviluppati hanno opposto resistenza: il "Meccanismo internazionale di Varsavia", stabilito alla COP19 del 2013, si concentra sulla ricerca e sul dialogo piuttosto che sulla responsabilità o sul risarcimento.

## Definizione
L'UNFCCC ha definito il concetto "perdite e danni" in modo da includere i danni derivanti da eventi improvvisi (disastri climatici, come i cicloni) e processi a lenta insorgenza (come l'innalzamento del livello del mare).
Perdite e danni possono verificarsi sia nei sistemi umani (come i mezzi di sussistenza) come nei sistemi naturali (come la biodiversità), benché la ricerca e la politica mettano l'accento sugli impatti umani.
Nell'ambito delle perdite e dei danni ai sistemi umani, viene fatta una distinzione tra perdite economiche e perdite non economiche; la principale differenza tra le due è che le perdite non economiche riguardano cose che non sono normalmente scambiate nei mercati.
I risarcimenti per perdite e danni si basano sul concetto di riparazione. Le riparazioni climatiche sono una forma di giustizia climatica, con la quale il risarcimento è necessario per ritenere i paesi responsabili delle perdite e dei danni derivanti dalle emissioni storiche, ed è un obbligo etico e morale.
Il ricercatore bengalese Saleemul Huq alla COP26 di Glasgow ha osservato: «Il termine "perdite e danni" è un eufemismo per parole che non siamo autorizzati a usare, che sono "responsabilità e risarcimenti" [...] "Riparazioni" è anche peggio».

## Primi negoziati
Mentre erano in corso i negoziati per la costituzione dell'UNFCCC, nel 1991 l'Alleanza dei piccoli Stati insulari propose la creazione di un pool assicurativo internazionale per «risarcire i piccoli paesi insulari più vulnerabili e i paesi in via di sviluppo litoranei per perdite e danni derivanti dall'innalzamento del livello del mare».
Nella proposta, l'importo che ogni paese dovrebbe contribuire a questo pool sarebbe determinato dal loro contributo relativo alle emissioni globali e dalla loro quota relativa del prodotto interno lordo mondiale, una formula «modellata sulla Convenzione complementare di Bruxelles del 1963 sulla responsabilità civile nel campo dell'energia nucleare». Questa proposta è stata respinta e quando la Convenzione UNFCCC è stata adottata nel 1992 non conteneva alcuna menzione di perdite o danni.
Il concetto di perdite e danni è stato menzionato per la prima volta in un testo ufficiale delle Nazioni Unite, il Piano d'azione di Bali alla COP13 del 2007, che richiedeva «strategie e mezzi per la riduzione dei disastri per affrontare le perdite e i danni associati agli impatti dei cambiamenti climatici nei paesi in via di sviluppo che sono particolarmente vulnerabili agli avversi effetti del cambiamento climatico».

## Meccanismo internazionale di Varsavia
Il Meccanismo internazionale di Varsavia per perdite e danni, istituito nel 2013, riconosce che «le perdite e i danni associati agli effetti avversi del cambiamento climatico comprendono, e in alcuni casi comportano, più di quanto può essere ridotto dall'adattamento».
Il suo mandato include «migliorare la conoscenza e la comprensione», «rafforzare il dialogo, il coordinamento, la coerenza e le sinergie tra le parti interessate» e «rafforzare l'azione e il sostegno, compresi finanziamenti, tecnologia e sviluppo di capacità, per affrontare le perdite e i danni associati agli effetti avversi del cambiamento climatico». Tuttavia, non prevede alcuna responsabilità o risarcimento per perdite e danni.
L'Accordo di Parigi prevede di mantenere il Meccanismo internazionale di Varsavia, ma afferma esplicitamente che la sua inclusione «non comporta né fornisce una base per alcuna responsabilità o risarcimento».
L'inclusione di questa clausola è stata la condizione alla quale i paesi sviluppati, in particolare gli Stati Uniti, hanno accettato di inserire un riferimento a perdite e danni.

## Gruppo intergovernativo sul cambiamento climatico

Il Quinto rapporto di valutazione del Gruppo intergovernativo sul cambiamento climatico (IPCC), pubblicato nel 2013-14, non conteneva un capitolo specifico su perdite e danni, ma il Capitolo 16 Opportunità di adattamento, vincoli e limiti, nell'ambito del rapporto del Gruppo di lavoro II: Impatti, adattamento e vulnerabilità (WG2), può essere molto rilevante per chi è interessato al tema "perdite e danni".
Un'analisi qualitativa dei dati di ciò che il Quinto rapporto di valutazione dell'IPCC ha da dire su perdite e danni ha sorprendentemente mostrato che il termine è stato utilizzato molto più spesso nelle dichiarazioni sui paesi dell'allegato I (ad esempio Stati Uniti, Australia e Stati europei) che nel testo sui paesi non inclusi nell'allegato I (la maggior parte dei paesi in Africa, Asia, America Latina e Pacifico), che tendono ad essere più vulnerabili agli impatti del cambiamento climatico.
Nonostante i ripetuti suggerimenti dei delegati dei paesi vulnerabili, il Sesto rapporto di valutazione dell'IPCC, pubblicato nel 2021-22, non conteneva un capitolo su perdite e danni.

## COP27 di Sharm el-Sheikh
Dopo tre decenni di rinvii per ottenere il riconoscimento del concetto di "perdite e danni" causati dal cambiamento climatico, la XXVII Conferenza delle Parti dell'UNFCCC (COP27) di Sharm el-Sheikh ha accettato la proposta, concordando di utilizzare la Santiago Network, istituita alla COP25, per fornire assistenza tecnica, e istituito un comitato di transizione che formulerà raccomandazioni alla COP28 (Dubai, 30 novembre - 12 dicembre 2023) su come dovranno essere gestiti i fondi.

## Pubblicazioni
- (EN) VI. Loss and damage (PDF), in Sharm el-Sheikh Implementation Plan, Sharm el-Sheikh, UNFCCC, 20 novembre 2022,  pp. 4-5.
- (EN) Warsaw International Mechanism for Loss and Damage associated with Climate Change Impacts (PDF), Sharm el-Sheikh, UNFCCC, 19 novembre 2022.